# Jules-Isidore Nathan
Pour les articles homonymes, voir Nathan.
Jules-Isidore Nathan né à Seigneley le 19 juin 1836 et mort à Paris le 20 février 1871 est un sculpteur français.

## Biographie
Jules-Isidore Nathan est le fils d'Isidore Nathan, entrepreneur en bâtiments, et d'Élisabeth Jacqueline Chérot.
Élève de Duret et d'Antoine Laurent Dantan aux Beaux-Arts de Paris, il reçoit en 1860 le second prix de Rome en sculpture.
Il meurt à son domicile parisien de la rue de Moscou le 20 février 1871.